# Cerasus kumanoensis
Cerasus kumanoensis (вишня куманська) — вид рослин з родини трояндових (Rosaceae). Видовий епітет вказує на стару регіональну назву району поширення, Kumano.

## Біоморфологічна характеристика
Це листопадне дерево до 16 метрів заввишки (добре цвіте навіть, коли заввишки менше 8 метрів) і 30 см у діаметрі на висоті грудей. Кора пурпурувато-коричнева, майже гладка; сочевички чітко виражені, горизонтальні; молоді гілки жовтувато-коричневі, блискучі, голі. Листки чергові, молодими червонувато-коричневі або зелені, з'являються після цвітіння; ніжка листка 14–20 мм, зазвичай гола; пластинка листка вузько-яйцювата, 4–8 × 1.8–3.6 см, основа від округлої до тупої, край просто або двічі округло зазубрений, зубці з верхівковою залозою, верхівка хвостато-загострена, верхня поверхня з рідкісними м’якими волосками, нижня поверхня гола і блідо-зелена, злегка блискуча; прилистки ланцетні, надрізано пилчасті. Суцвіття щиткоподібні, упоперек 20–36 мм, 1- або 2- (або 3)-квіткові, пазушні. Квітки гермафродитні. Чашолистки яйцюваті або вузько-яйцюваті, у довжину ≈ 5 мм. Пелюстки рожеві або іноді білі та злегка рожеві, від вузько до широко еліптичної форми, 10–20 × 6–16 мм, основа широко клиноподібна, вершина виїмчаста. Тичинок ≈ 30. Плоди кулясті, голі, 6–8 мм в поперечнику, в зрілому стані чорнувато-пурпурні, смак злегка гіркий; кісточка яйцювата, у довжину 5–6 мм. Прибережні особини (висота 0–100 м) зацвітають найраніше в кінці лютого, тоді як особини в гірських районах (висота 600–800 м) цвітуть наприкінці квітня. Плодоносить ця вишня з середини травня до початку червня.

## Поширення й умови зростання
Вид звичайний у південній частині півострова Кій. C. kumanoensis зазвичай росте в молодих вторинних лісах поряд з іншими широколистими деревами. Він більше трапляється на хребтах і схилах, рідше в долинах і низинах. Вид часто росте в гірських районах углиб суші, а також у прибережних районах на південь.